# Мощана
Моща́на — село в Україні, у Львівському районі Львівської області. Населення становить 120 осіб. Орган місцевого самоврядування - Рава-Руська міська рада.

## Історія
До середини XIX ст. Мощана була присілком села Кам'янки-Волоської.

## Населення

### Мова
Розподіл населення за рідною мовою за даними перепису 2001 року:
| Мова       | Кількість | Відсоток |
| ---------- | --------- | -------- |
| українська | 120       | 100%     |